# Štefan Kovalčík
Štefan Kovalčík (23. května 1921, Švábovce – 22. října 1973) byl československý lyžař. Po přestěhování rodiny žil v Kežmarku. Od roku 1938 pracoval na Skalnaté chatě pod Skalnatým plesem a v letech 1939–1942 na Votrubově chatě. 10. února 1945 vstoupil do 1. československého armádního sboru. Při osvobozování LIptovského Mikuláše byl těžce raněn na hlavě. Po válce pracoval na Chatě u Zeleného plesa. V roce 1950 byl jedním ze zakládajících členů Horské služby a v letech 1954–1956 prvním předsedou celostátní organizace horské služby. Od 1. října 1957 do roku 1966 chatařem Kežmarské chaty.

## Lyžařská kariéra
Na V. ZOH ve Svatém Mořici 1948 skončil v běhu na lyžích na 18 km skončil na 63. místě a ve štafetě na 4x10 km na 8. místě. Na VI. ZOH v Oslo 1952 nedokončil závod v běhu na lyžích na 18 km a se štafetou na 4x10 km skončil na 8. místě. Při lyžařských závodech nejprve reprezentoval Kežmarok a od roku 1942 do roku 1944 lyžařský odbor v rámci Oddielu armádnych pretekárov (OAP). V roce 1955 získal titul mistra sportu.